# Álvares Florence (kommun)
Álvares Florence är en kommun i Brasilien.   Den ligger i delstaten São Paulo, i den södra delen av landet, 500 km söder om huvudstaden Brasília. Antalet invånare är 3 901.
Följande samhällen finns i Álvares Florence:
- Álvares Florence

Omgivningarna runt Álvares Florence är en mosaik av jordbruksmark och naturlig växtlighet. Runt Álvares Florence är det glesbefolkat, med 15 invånare per kvadratkilometer.